# Корнилова, Татьяна Васильевна
Татьяна Васильевна Корнилова (род. 21 августа 1954, Майкоп, Краснодарский край) — советский и российский психолог, доктор психологических наук (1999), профессор (2000) кафедры общей психологии факультета психологии МГУ, член совета по защите кандидатских и докторских диссертаций при МГУ, член совета по защите кандидатских и докторских диссертаций при Институте психологии РАН. Автор работ по проблематике принятия решений и экспериментальной психологии, член редакционной коллегии «Психологического журнала».

## Биография
Татьяна Васильевна родилась в 1954 году в Майкопе. В 1971 году окончила среднюю школу Армавире с золотой медалью и поступила на факультет психологии МГУ имени М. В. Ломоносова, который окончила с отличием спустя 5 лет, и продолжила обучение в аспирантуре. В 1980 году Т. В. Корниловой под руководством О. К. Тихомирова была защищена кандидатская диссертация «Целеобразование в „диалоге“ с ЭВМ и в условиях общения» по специальности «Общая психология, психология личности, история психологии». В период с 1990 по 2004 г. работала на кафедре педагогики, психологии и методики преподавания в высшей школе факультета психологии МГУ, сначала в должности преподавателя, с 1994 года — доцента, и с 2000 г. — профессора. В 1999 году ей была защищена докторская диссертация «Психологическая регуляция принятия интеллектуальных решений». С 2004 года по настоящее время Т. В. Корнилова работает на кафедре общей психологии в должности профессора.

## Научная деятельность
Татьяна Васильевна Корнилова — автор около 200 публикаций в отечественных и иностранных журналах и нескольких монографий. Её первые исследования были посвящены проблеме особенностей решения мыслительных задач с использованием компьютерных данных и в условиях общения с другим человеком, где она с позиций культурно-исторической концепции Л. С. Выготского обосновала направления преобразования мышления в новой исторической ситуации (использования ЭВМ в качестве нового уровня психологических орудий). В дальнейшем это исследование легло в основу монографии «Принятие интеллектуальных решений в диалоге с компьютером», написанной в соавторстве с О. К. Тихомировым. Т. В. Корниловой опубликован ряд работ по проблеме риска, наиболее полно освещенной в монографии «Диагностика мотивации и готовности к риску». Ей было обосновано новое научное направление в области принятия решений на основе выделения проблем новой предметной области и проведенных теоретико-экспериментальных исследований интеллектуальных стратегий человека при принятии решений. Т. В. Корнилова является руководителем одного из основных направлений — «Когнитивные процессы и функциональные состояния: общепсихологический, нейропсихологический и психофизиологический анализ» — научной работы кафедры общей психологии МГУ. Защищенные под её руководством кандидатские диссертации и дипломные работы охватывают различные стороны проблемы психологической регуляции выбора.

### Основные научные труды
- Корнилова Т. В. Диагностика мотивации и готовности к риску (монография). — М.: Институт психологии РАН, 1997.
- Корнилова Т. В., Тихомиров О. К. Принятие интеллектуальных решений в диалоге с компьютером. — М.: Изд-во МГУ, 1990.
- Корнилова Т. В., Смирнов С. Д., Григоренко Е. Л. Подростки групп риска. — М.-СПб.: Питер, 2004.
- Корнилова Т. В. Введение в психологический эксперимент. Учебник. — М.: МГУ-ЧеРо, 1997, 2001.
- Корнилова Т. В. Экспериментальная психология. Теория и методы. Учебник. — М.: Аспект Пресс, 2002, 2005.
- Корнилова Т. В. Психология риска и принятия решений (учебное пособие). — М.: Аспект Пресс, 2003.
- Эксперимент и квазиэксперимент (учебное пособие) / Под ред. Т. В. Корниловой. — М.-СПб: Питер, 2004.
- Корнилова Т. В., Смирнов С. Д. Методологические основы психологии. — Учебное пособие. — СПб: Питер, 2006, 2007, 2008, 2009.
- Журавлев А. Л., Корнилова Т. В., Юревич А. В. Парадигмы в психологии: науковедческий анализ. — М.: Институт психологии РАН, 2012.
- Корнилова Т. В. Интеллектуально-личностный потенциал человека в условиях неопределенности и риска. — М.: Нестор-История, 2016.

### Публикации на иностранных языках
- T. V. Kornilova et al. Subjective evaluations of intelligence and academic self-concept predict academic achievement: Evidence from a selective student population. Elsevier Learning and Individual Differences. Volume 19, Issue 4, December 2009, Pages 596—608.
- T. V. Kornilova et al. Self-assessed intelligence, psychometric intelligence, personality, and academic achievement: Two structural models. Psychology in Russia, Vol. 5, 2012, Pages 33-49.

## Преподавательская деятельность
Т. В. Корнилова преподает на факультете психологии МГУ, читает курс по экспериментальной психологии. В разное время читавшиеся Т. В. Корниловой теоретические курсы послужили основой для нескольких учебных пособий. Так, в 1990 году ей был разработан теоретический курс «Экспериментальный метод в психологических исследованиях», который в дальнейшем лег в основу учебника «Введение в психологический эксперимент», на основе которого ведется преподавание в МГУ им. Ломоносова и других высших учебных заведениях. Основные проблемы экспериментального метода в дальнейшем также легли в основу учебника «Экспериментальная психология. Теория и методы», и совместного с С. Д. Смирновым учебника «Методологические основы психологии», написанного в качестве теоретической основы их авторского курса, читавшегося на факультете психологии.